# Lister Storm
La Lister Storm è una automobile da competizione (omologata) per uso stradale, costruita dall'inglese Lister Cars nel 1993 in soli quattro esemplari prima di deciderne la sospensione della fabbricazione.

## Il contesto
La Storm possiede un possente motore V12 di produzione Jaguar
Il motore in questione è un 7.0 L (6996 cm³) erogante 546 CV e 790 Nm di coppia motrice, basato su quello usato dalla Jaguar XJR-12 da competizione che militava nella 24 Ore di Le Mans.
La vettura non è dotata di freni antibloccaggio, ma incorpora freni anteriori Brembo da 14 pollici e posteriori da 12,5 che assolvono alla stessa funzione.
Il controllo della trazione è prodotto dalla Racelogic.
L'aderenza viene garantita dal telaio modello "ground effect" per incanalare il flusso d'aria sotto la vettura, creando così una forza verso il basso.
Le sospensioni sono a doppi bracci trasversali con barre stabilizzatrici all'avantreno e al retrotreno.
La carrozzeria è monoscocca a nido d'ape in alluminio sulla quale si inseriscono il tettuccio e i pannelli esterni in carbonio.
La Storm è dotata di motore anteriore/trazione posteriore (FR) pesa 1664 kg, capace di uno 0-100 in 4,1 secondi. Ad oggi la Lister produce solo prototipi da gara.

## Storm GTS

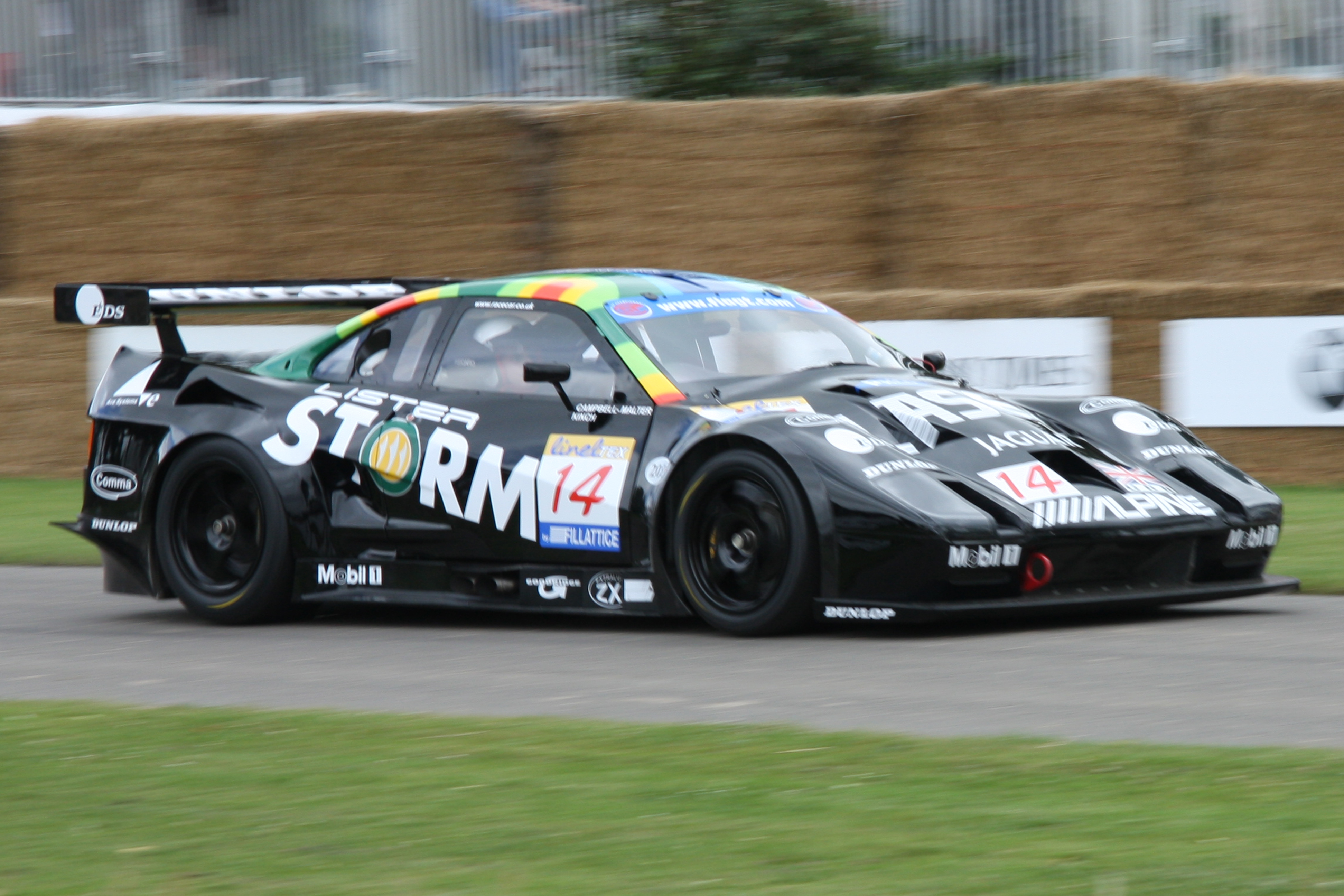
La GTS in gara

La Lister Storm GTS inizialmente debuttò alla 24 Ore di Le Mans del 1995 nella classe GT1 fronteggiando autovetture del calibro di McLaren F1, Ferrari F40, Jaguar XJ220 e Porsche 911 GT2. La vettura aveva i colori del Newcastle United, squadra di calcio che sponsorizzava il team automobilistico. L'auto guidata da Geoff Lees e Rupert Keegan sfortunatamente non andò bene in gara, a causa di un guasto alla scatola del cambio dopo appena 40 giri.
Nel 1996, il team decise di fare un pre-test nell'ottica della partecipazione alla gara sul Circuit de la Sarthe partecipando alla 24 Ore di Daytona. Sfortunatamente la Storm fallì anche qui. Anche dopo questa sconfitta il team decise di gareggiare a Le Mans con la Storm GTS, che riuscì a finire la gara, ma in diciannovesima posizione ed a 59 giri dalla vincitrice. 
In seguito a questa serie di eventi tutt'altro che positivi i vertici della Lister decisero di iscrivere la Lister GTS al BPR Global GT Series debuttando alla quinta gara al Nürburgring. La vettura non riuscì però a concludere una gara.